# Love Battery
I Love Battery sono un gruppo grunge statunitense di Seattle, Washington.

## Storia
Nonostante non abbiano mai raggiunto una buona notorietà nel mainstream, sono conosciuti tra i fan più accaniti del "Seattle sound" soprattutto grazie alle loro sonorità molto particolari e complesse, più vicine al prog rock di grandi artisti come i Pink Floyd (di cui reinterpreteranno Ibiza Bar).
Nei Love Battery si susseguirono come bassisti due personaggi già noti per la loro collaborazione con altre band: Jim Tillman degli U-Men e Bruce Fairweather, già chitarrista prima negli storici Green River, e poi nei Mother Love Bone di Andrew Wood.
Il loro più grande successo resta forse il secondo album, Dayglo, pubblicato con la Sub Pop Records, che ottenne un ottimo responso dalla critica, soprattutto grazie a brani ricchi di effetti di impatto come Out Of Focus.
Nel 1996 compaiono in Hype!, un documentario diretto da Doug Pray sul fenomeno "grunge" durante la prima metà degli anni novanta assieme ad altre celebri band di allora come Nirvana, Tad, Mudhoney e tante altre. Il documentario contiene un'esibizione live in cui la band suona uno dei loro pezzi più celebri, Between the Eyes.

## Discografia

### Album studio
- Between the Eyes (Sub Pop Records, 1991).
- Dayglo (Sub Pop Records, 1992).
- Far Gone (Sub Pop Records, 1993).
- Straight Freak Ticket (Atlas Records, 1995).
- Confusion Au Go Go (C/Z Records, 1999).

### Singoli/EP
- Between the Eyes b/w Easter (Sub Pop Records, 1989).
- Foot b/w Mr. Soul (Sub Pop Records, 1991).
- Out of Focus EP (Sub Pop Records, 1991).
- Nehru Jacket EP (Atlas Records, 1994).
- Snipe Hunt b/w Punks Want Rights" (Let Down Records, 1996).

### Apparizioni in compilation e colonne sonore
- Between the Eyes in The Grunge Years (Sub Pop Records, 1991).
- I Just Can't Be Happy Today in Another Damned Seattle Compilation (Dashboard Hula Girl Records, 1991).
- Ball And Chain in Milk For Pussy (Mad Queen Records, 1994).
- No Matter What You Do in We're All Normal And We Want Our Freedom: A Tribute To Arthur Lee and Love (Alias Records, 1994).
- White Bird in Star Power! K-Tel Hits Of The '70s (Pravda Records, 1994).
- Fuzz Factory in Turn It Up & Pass It On, Volume 1 (1995).
- Straight Freak Show in huH Magazine CD6 (promo only) (RayGun Press, 1995).
- Out of Focus (live) in Bite Back: Live At The Crocodile Cafe (PopLlama Records, 1996).
- Color Blind in Home Alive: The Art of Self-Defense (Epic Records, 1996).
- Commercial Suicide in Teriyaki Asthma, Vols. 6-10 (C/Z Records, 1999).
- Half Past You in Sleepless In Seattle: The Birth Of Grunge (LiveWire Recordings, 2006).